# Каракат (вездеход)

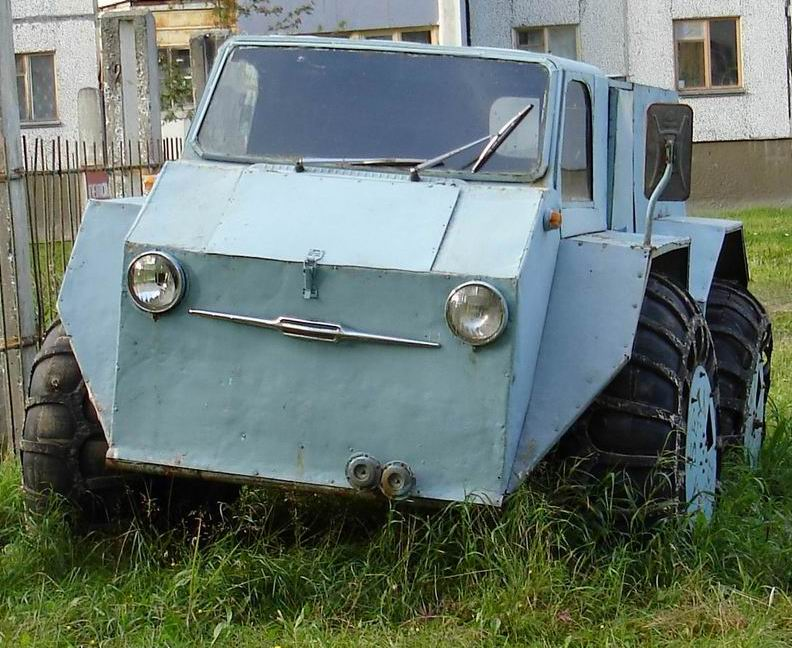
Каракат с самодельным фанерным кузовом и фронтальным молдингом от ЗАЗ-968

Карака́т — лёгкий вездеход на шинах низкого давления.
Нередко на каракатах вместо специальных шин низкого давления используются камеры от грузовых автомобилей или ободрыши (самодельные шины низкого давления, созданные путём удаления излишков резины из покрышек грузовиков или тракторов.

## История
Название произошло от слова «Каракатица»; так, в частности, назывался один из первых вездеходов этого класса.
Первые варианты каракатов строились на базе мотоциклов.

## Разновидности
Бывают как самодельного, так и мелко- или средне-серийного промышленного производства. В частности, развёрнуто производство на Вологодчине, на Алтае.
В разработках широко используется так называемая «переломчатая» конструкция.
Бывают 3-х и 4-х колёсными, реже — 6-колёсными.
У каракатов, как правило:
- маломощный двигатель;
- нет кабины;
- экипаж - 1 человек;
- невысокая стоимость.

Также можно отметить довольно слаборазличимую грань между каракатами и другими видами мотовездеходов и тому подобной техники.

## Галерея

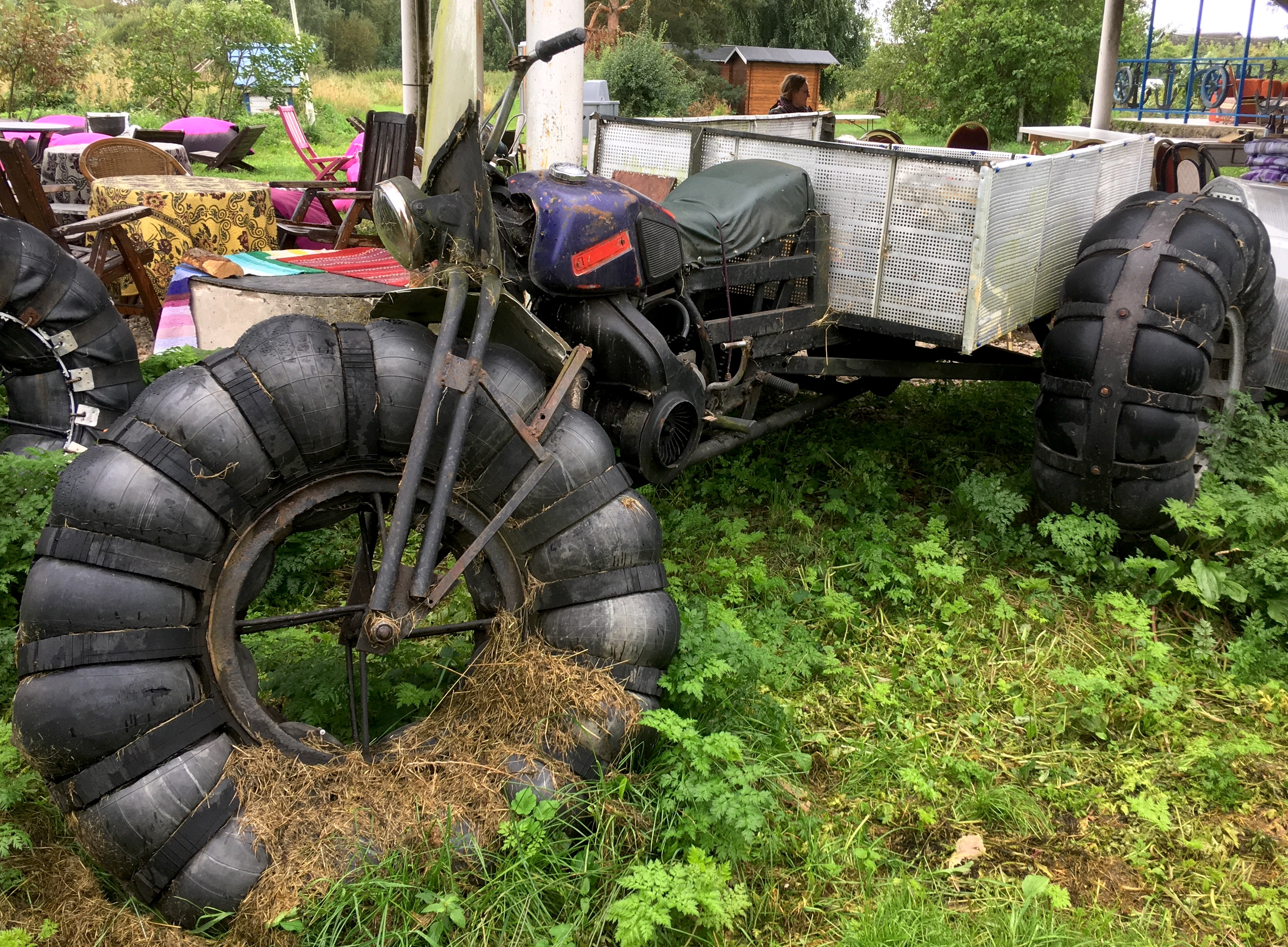
Трёхколёсный каракат на базе мотоцикла
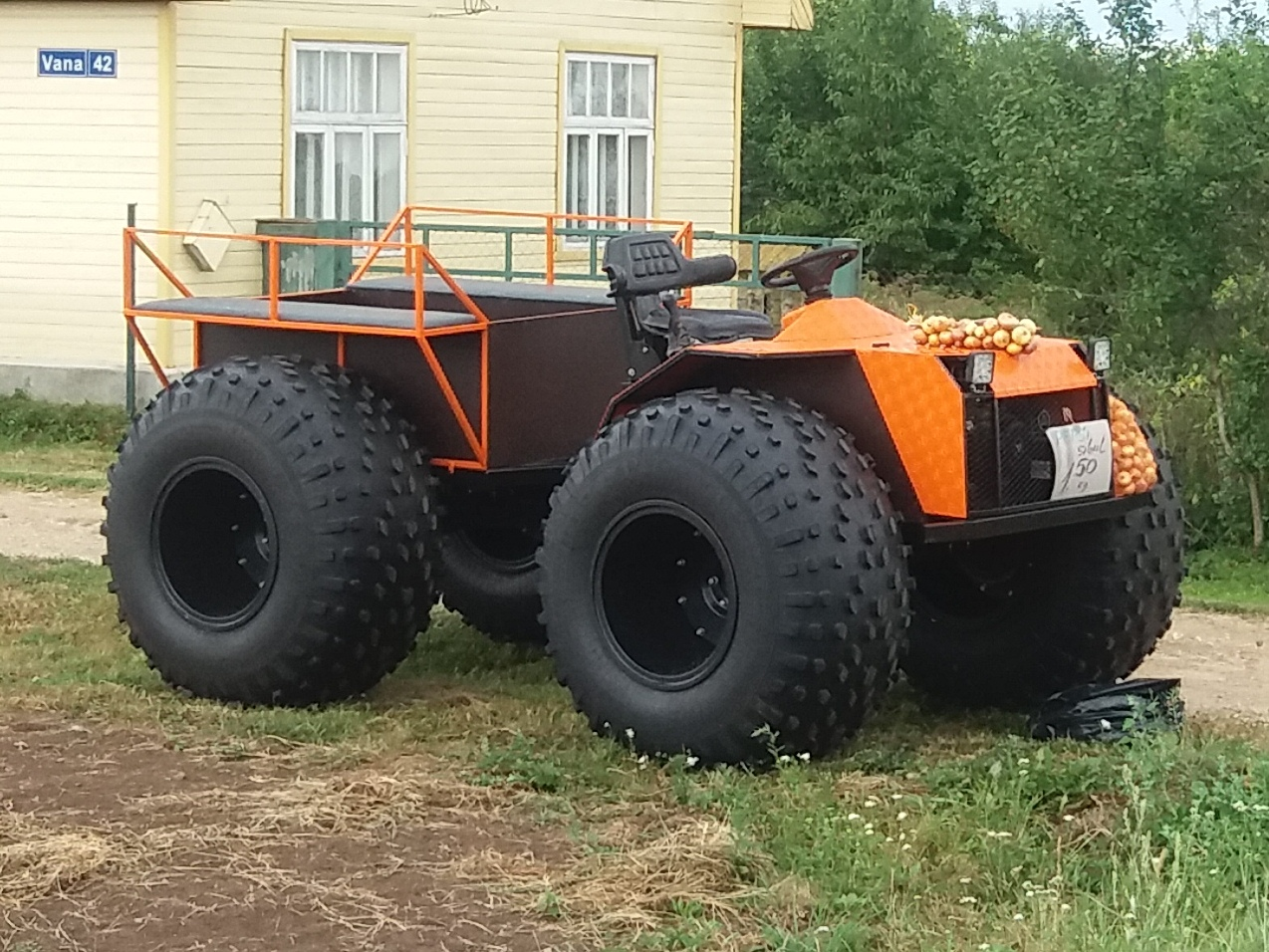
Каратат-переломка с открытым кузовом
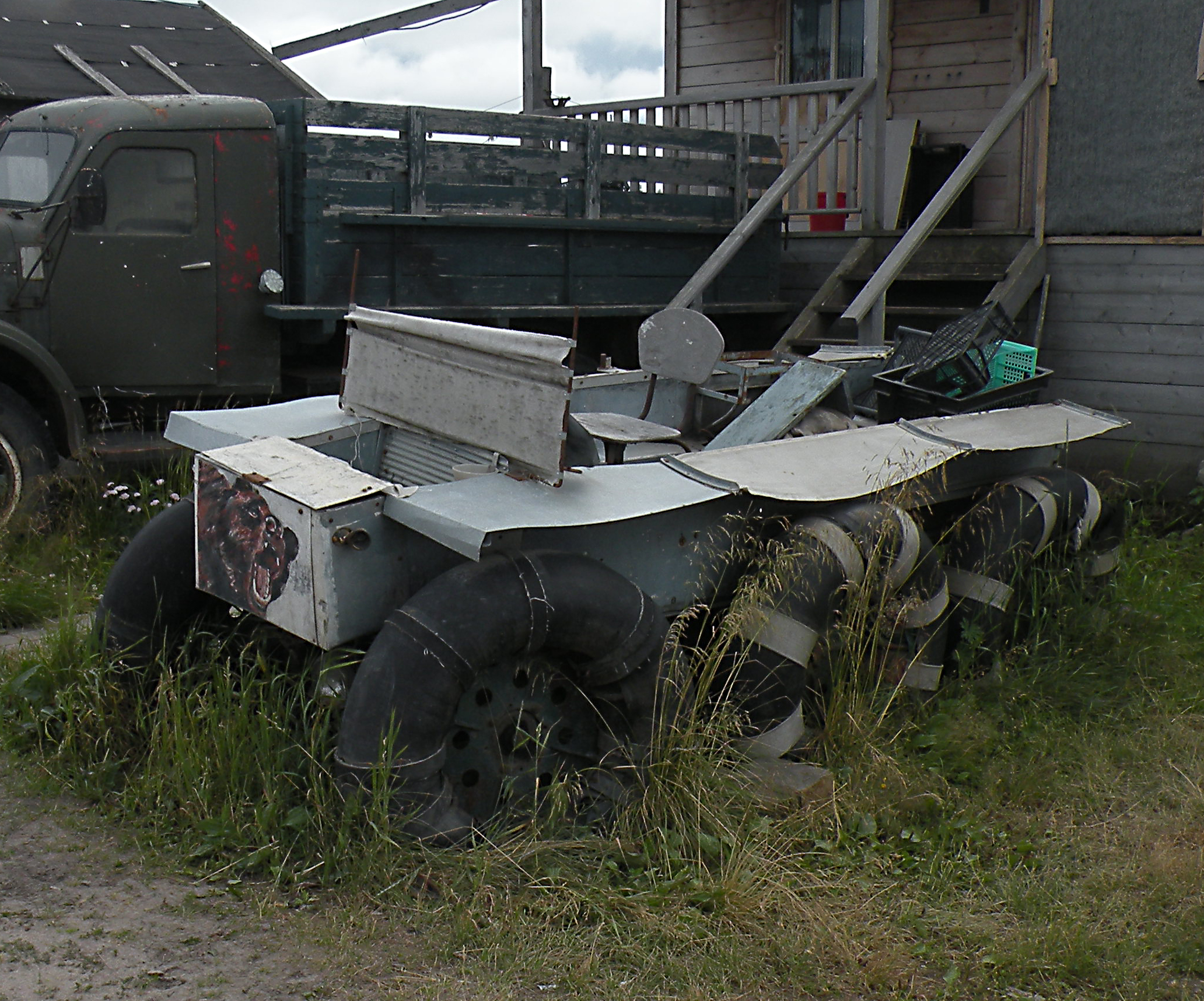
Самодельный 6-колёсный каракат с открытым кузовом
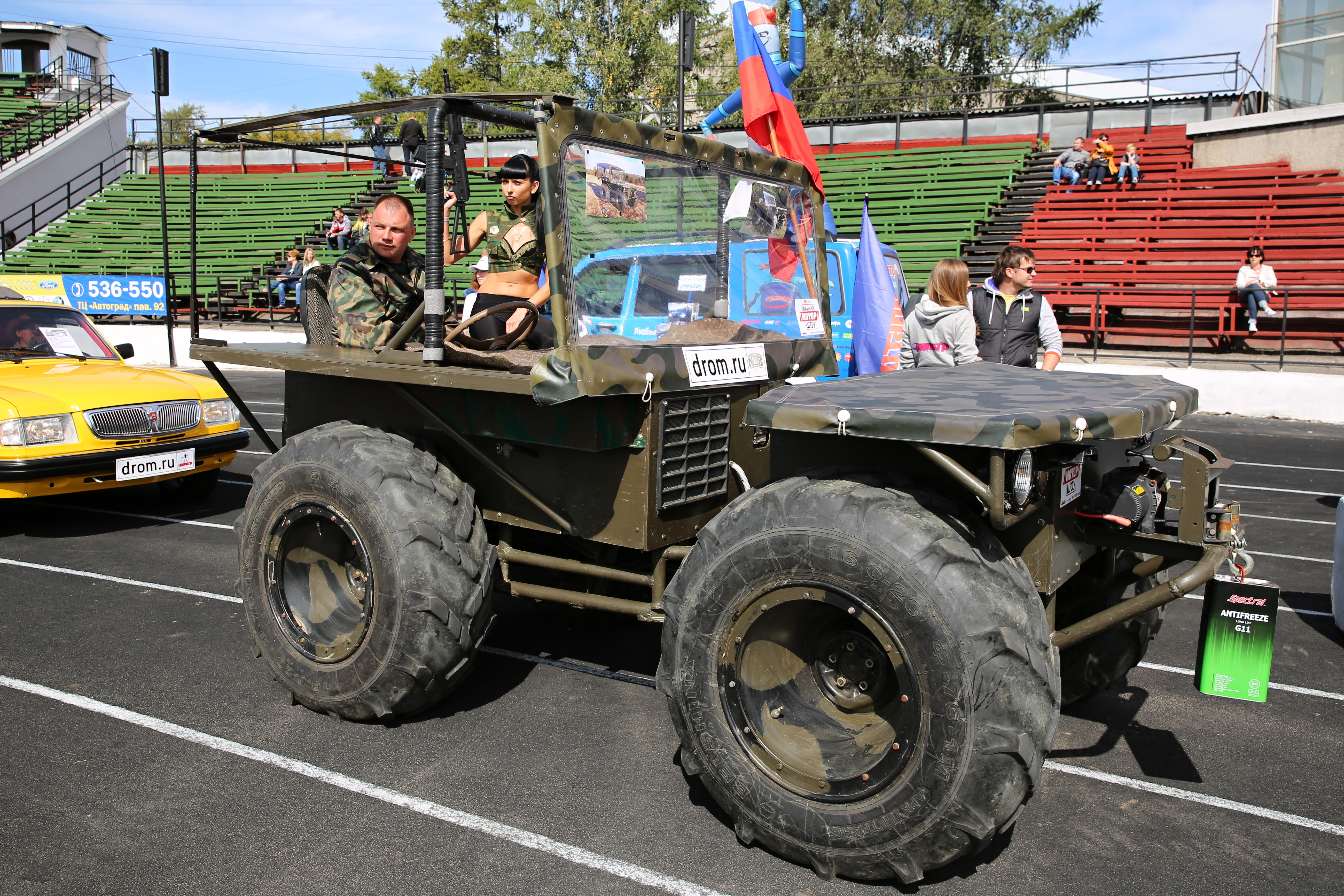
Лёгкий вездеход "Мураш"
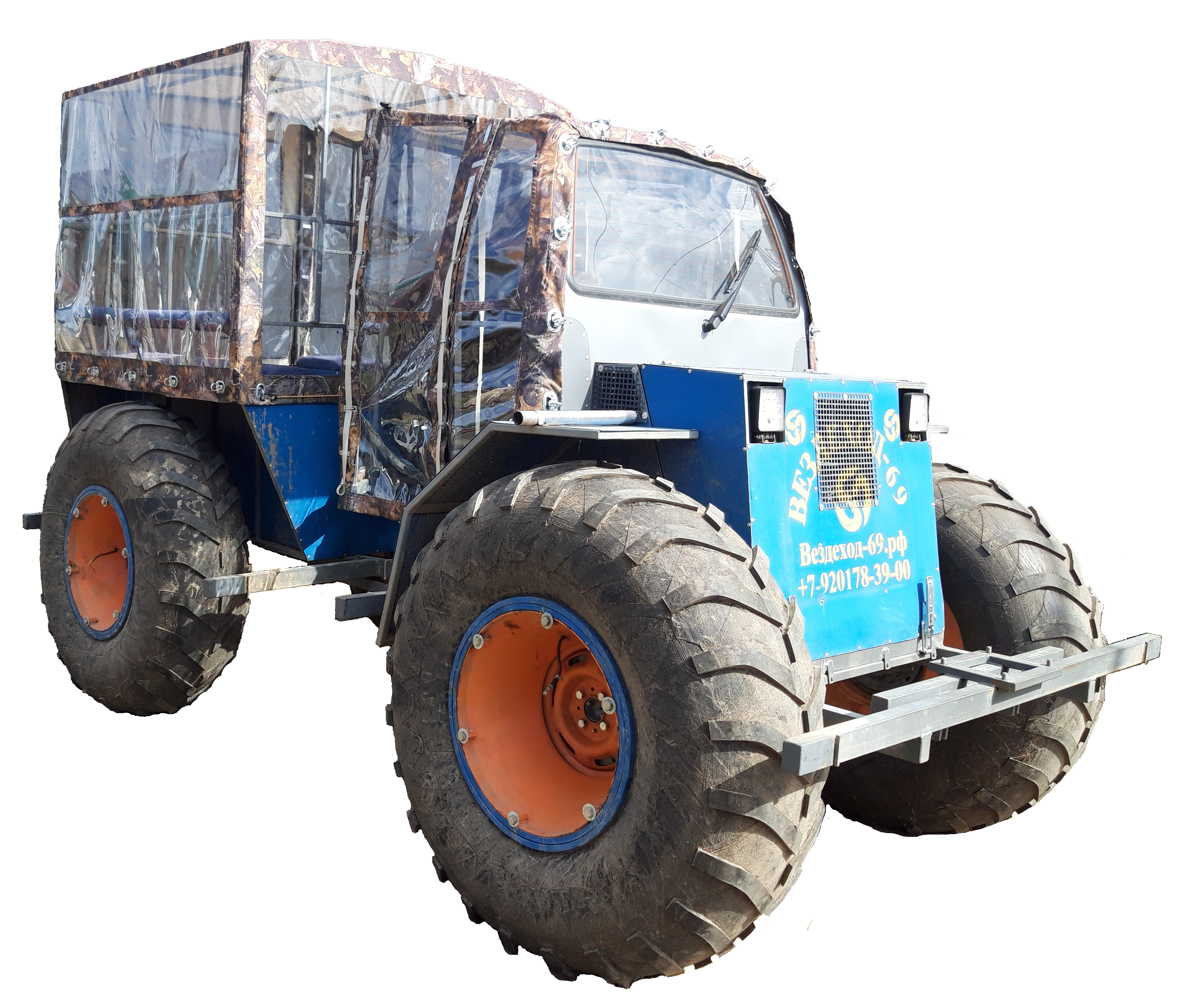
Лёгкий вездеход "Вездеход-69", производимый в Твери
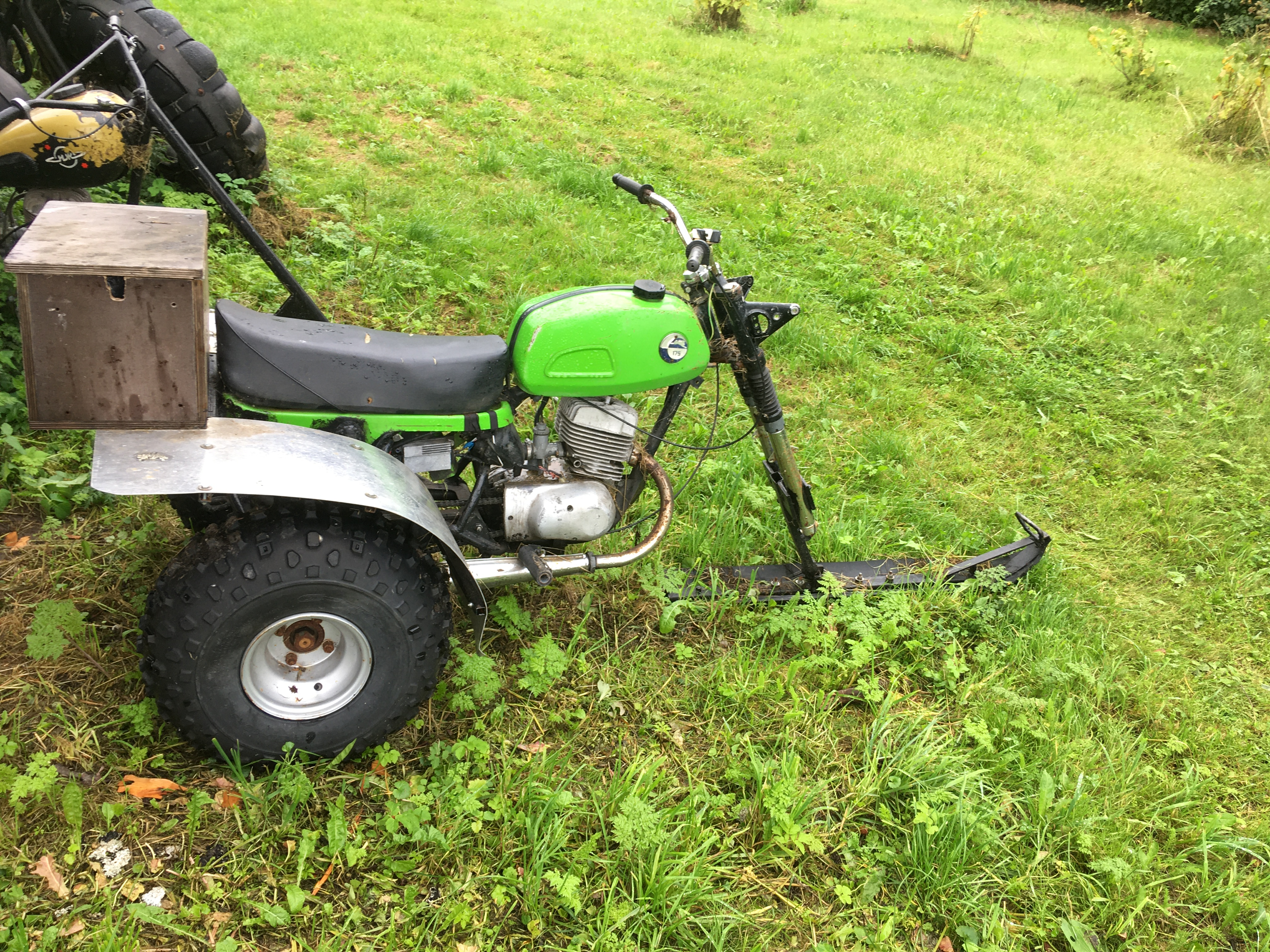
Иногда на трёхколёсных каракатах вместо переднего колеса устанавливают лыжу для лучшей проходимости по снегу

## Эксплуатация
Низкое давление в шинах и малая масса обеспечивает высокую проходимость каракатов.
При этом, отмечается плохая проходимость по рыхлому снегу: из-за малого суммарного веса плохое сцепление колёс с опорой («гребёт на месте»).
…по условиям регистрации в ГИБДД они позиционируются как тракторные средства, и им, соответственно, выдаются «тракторные» регистрационные номера, позволяющие ездить по трассе со скоростью не выше 45 км/ч.